# Nambuna River
Nambuna River är ett vattendrag i Fiji.   Det ligger i divisionen Norra divisionen, i den nordöstra delen av landet, 160 km norr om huvudstaden Suva. Nambuna River ligger på ön Vanua Levu.